# Такаги, Нана
Нана Такаги (яп. 髙木 菜那; 2 июля 1992) — японская конькобежка, двукратная олимпийская чемпионка 2018 года, трёхкратная чемпионка мира в командной гонке (2015, 2019 и 2020). Старшая сестра конькобежки Михо Такаги.

## Биография
Нана Такаги начала заниматься конькобежным спортом в возрасте 7 лет под влиянием своего старшего брата Дайсуке и присоединилась к конькобежному клубу "KSC" после поступления в начальную школу Сатанай Кита. Также она вместе с сестрой играли в начальной школе в футбол за команду "Макубецу Сацунай" в качестве защитницы и посещала уроки танцев до 3-го года старшей школы. 
В 2004 году на 8-м национальном чемпионате начальной школы она заняла 1-е место в общем зачете, а с 2005 года уже участвовала в чемпионате Японии среди юниоров. В 2007 году выиграла 27-е национальное соревнование на дистанции 1000 метров среди младших школьников. Во время учёбы в коммерческой средней школе Обихиро получила свою первую медаль на японском чемпионате среди юниоров в 2010 году, когда она выиграла "серебро" в многоборье.
В том же году дебютировала на чемпионате мира среди юниоров и вместе с младшей сестрой Михо Такаги выиграла серебряную медаль в командной гонке. Нана присоединилась к команде "Nidec Sankyo". В 2011 и 2012 годах она с партнёршами одержала победы в командной гонке и стала вновь 2-й на юниорском чемпионате мира. В сезоне 2013/14 Нана одержала победу на чемпионате Японии в забеге на 3000 м. В декабре 2013 года заняла 4-е место в беге на 1500 м и прошла квалификацию на олимпиаду 2014 года на этой дистанции.
В феврале 2014 года на зимних Олимпийских играх в Сочи она заняла только 32-е место на дистанции 1500 м и 4-е место в командной гонке. Через год Нана выиграла национальный чемпионат в многоборье и на дистанциях 1500 и 3000 м, а также стала 2-й в спринтерском многоборье. Следом дебютировала на чемпионате мира на отдельных дистанциях в Херенвене и в командной гонке завоевала золотую медаль.  
В 2016 и 2017 годах она стала серебряным призёром чемпионата мира  в Коломне и  в Канныне в командной гонке, а в Канныне ещё и в масс-старте. В 2017 году стала 1-й на 8-х зимних Азиатских играх в Обихиро в командной гонке. 
В 2018 году Нана участвовала на своих вторых зимних Олимпийских играх в Пхёнчхане и завоевала две золотые медали в масс-старте и в командной гонке, в забеге на 1500 м она была 12-й. В 2019 году вновь выиграла чемпионат Японии в многоборье и стала чемпионкой мира в командной гонке на чемпионате мира в Инцелле. В 2020 году в Солт-Лейк-Сити в третий раз выиграла с партнёршами командную гонку чемпионата мира. В масс-старте осталась на 4-м месте.
В 2022 году Нана выиграла серебряную медаль в командной гонке на зимних Олимпийских играх в Пекине, а на дистанции 1500 м заняла 8-е место, в масс-старте она упала и осталась на 27-м месте. В марте на чемпионате мира в Хамаре заняла 7-е место в многоборье. В мае 2022 года она завершила карьеру спортсменки.

## Личная жизнь
Нана Такаги окончила коммерческую среднюю школу Обихиро Минами. Её хобби - гадание, фотоаппараты и коллекционирование косметики. В настоящее время выступает на телевидении и на мероприятиях, она также выступает перед учебными заведениями и компаниями по всей стране. Она увлекается вейкбордингом. Нана любительница хорошего кофе.

## Награды
- 2018 год - награждена медалью с пурпурной лентой
- 2018 год - получила спортивную награду JOC за выдающиеся достижения года
- 2018 год - получила народную награду за честь префектуры Нагано
- 2018 год - получила народную награду за честь Хоккайдо
- 2018 год - получила специальную спортивную награду от горожан города Симосува
- 2022 год - получила специальную награду от горожан города Макубецу
- 2022 год - получила Почётную специальную награду Хоккайдо